# François Perrodo
François Perrodo, född den 14 februari 1977 i Singapore är en fransk affärsman och racerförare.
Perrodo är styrelseordförande i det fransk-brittiska petroleumbolaget Perrodo.